# Olympische Jugend-Winterspiele 2020/Teilnehmer (Griechenland)
| Gelbes Symbol für Goldmedaillen mit stilisierten Olympischen Ringen | Graues Symbol für Silbermedaillen mit stilisierten Olympischen Ringen | Braundes Symbol für Bronzemedaillen mit stilisierten Olympischen Ringen |
| ------------------------------------------------------------------- | --------------------------------------------------------------------- | ----------------------------------------------------------------------- |
| —                                                                   | —                                                                     | —                                                                       |

Griechenland nahm an den Olympischen Jugend-Winterspielen 2020 in Lausanne mit zwölf Athleten (sechs Jungen und sechs Mädchen) in fünf Sportarten teil.

## Teilnehmer nach Sportarten

### Biathlon
| Athleten                       | Wettbewerbe          | Zeit        | Fehler       | Rang |
| ------------------------------ | -------------------- | ----------- | ------------ | ---- |
| Jungen                         |                      |             |              |      |
| Angelos Antoniadis             | 7,5 km Sprint        | 24:40,0 min | 6 (4+2)      | 82   |
| Angelos Antoniadis             | 12 km Einzel         | 47:36,3 min | 11 (2+3+2+4) | 92   |
| Mädchen                        |                      |             |              |      |
| Konstantina Charalampidou      | 6 km Sprint          | 26:07,4 min | 3 (1+2)      | 89   |
| Konstantina Charalampidou      | 10 km Einzel         | 47:51,3 min | 8 (2+3+1+2)  | 90   |
| Ioanna Kosalou                 | 6 km Sprint          | 23:39,7 min | 2 (0+2)      | 79   |
| Ioanna Kosalou                 | 10 km Einzel         | 45:07,5 min | 10 (3+4+0+3) | 83   |
| Nefeli Tita                    | 6 km Sprint          | 25:29,2 min | 6 (4+2)      | 87   |
| Nefeli Tita                    | 10 km Einzel         | 43:55,8 min | 9 (2+1+3+3)  | 80   |
| Mixed                          |                      |             |              |      |
| Nefeli Tita Angelos Antoniadis | Single Mixed-Staffel | DNF         | DNF          | DNF  |

### Freestyle-Skiing
| Athleten            | Wettbewerbe | Vorrunde | Viertelfinale | Halbfinale    | Finale        | Rang |
| Athleten            | Wettbewerbe | Rang     | Rang          | Rang          | Rang          | Rang |
| ------------------- | ----------- | -------- | ------------- | ------------- | ------------- | ---- |
| Jungen              |             |          |               |               |               |      |
| Georgios Almpanidis | Skicross    | 14       | –             | ausgeschieden | ausgeschieden | 26   |

### Ski Alpin
| Athleten             | Wettbewerbe  | 1. Lauf     | 1. Lauf | 2. Lauf     | 2. Lauf | Gesamt      | Gesamt |
| Athleten             | Wettbewerbe  | Zeit        | Rang    | Zeit        | Rang    | Zeit        | Rang   |
| -------------------- | ------------ | ----------- | ------- | ----------- | ------- | ----------- | ------ |
| Jungen               |              |             |         |             |         |             |        |
| Christos Marmarellis | Riesenslalom | 1:11,10 min | 41      | 1:10,90 min | 35      | 2:22,00 min | 35     |
| Christos Marmarellis | Slalom       | 43,55 s     | 42      | 45,32 s     | 30      | 1:28,87 min | 33     |
| Christos Marmarellis | Super-G      | –           | –       | –           | –       | 1:01,73 min | 52     |
| Christos Marmarellis | Kombination  | 1:01,73 min | 52      | DNF         | DNF     | DNF         | DNF    |
| Mädchen              |              |             |         |             |         |             |        |
| Maria Kalsogianni    | Riesenslalom | 1:21,55 min | 48      | 1:17,85 min | 33      | 2:39,40 min | 33     |
| Maria Kalsogianni    | Slalom       | 54,97 s     | 37      | 54,55 s     | 31      | 1:49,52 min | 30     |
| Maria Kalsogianni    | Super-G      | –           | –       | –           | –       | 1:12,35 min | 50     |
| Maria Kalsogianni    | Kombination  | 1:12,35 min | 50      | DNF         | DNF     | DNF         | DNF    |

### Skilanglauf
| Athleten                | Wettbewerbe     | Qualifikation | Qualifikation | Viertelfinale | Viertelfinale | Halbfinale    | Halbfinale    | Finale        | Finale        | Rang |
| Athleten                | Wettbewerbe     | Zeit          | Rang          | Zeit          | Rang          | Zeit          | Rang          | Zeit          | Rang          | Rang |
| ----------------------- | --------------- | ------------- | ------------- | ------------- | ------------- | ------------- | ------------- | ------------- | ------------- | ---- |
| Jungen                  |                 |               |               |               |               |               |               |               |               |      |
| Georgios Anastasiadis   | 10 km klassisch | –             | –             | –             | –             | –             | –             | DNS           | DNS           | DNS  |
| Georgios Anastasiadis   | Sprint Freistil | 3:52,72 min   | 70            | ausgeschieden | ausgeschieden | ausgeschieden | ausgeschieden | ausgeschieden | ausgeschieden | 70   |
| Georgios Anastasiadis   | Langlauf-Cross  | 5:12,73 min   | 70            | ausgeschieden | ausgeschieden | ausgeschieden | ausgeschieden | ausgeschieden | ausgeschieden | 70   |
| Spyridonas Papadopoulos | 10 km klassisch | –             | –             | –             | –             | –             | –             | DNS           | DNS           | DNS  |
| Spyridonas Papadopoulos | Sprint Freistil | 5:06,00 min   | 86            | ausgeschieden | ausgeschieden | ausgeschieden | ausgeschieden | ausgeschieden | ausgeschieden | 86   |
| Spyridonas Papadopoulos | Langlauf-Cross  | 5:47,50 min   | 79            | ausgeschieden | ausgeschieden | ausgeschieden | ausgeschieden | ausgeschieden | ausgeschieden | 79   |
| Mädchen                 |                 |               |               |               |               |               |               |               |               |      |
| Styliani Giannakoviti   | 5 km klassisch  | –             | –             | –             | –             | –             | –             | DNS           | DNS           | DNS  |
| Styliani Giannakoviti   | Sprint Freistil | 3:22,11 min   | 62            | ausgeschieden | ausgeschieden | ausgeschieden | ausgeschieden | ausgeschieden | ausgeschieden | 62   |
| Styliani Giannakoviti   | Langlauf-Cross  | 6:15,42 min   | 64            | ausgeschieden | ausgeschieden | ausgeschieden | ausgeschieden | ausgeschieden | ausgeschieden | 64   |
| Eleni Ioannou           | 5 km klassisch  | –             | –             | –             | –             | –             | –             | DNS           | DNS           | DNS  |
| Eleni Ioannou           | Sprint Freistil | 3:32,31 min   | 71            | ausgeschieden | ausgeschieden | ausgeschieden | ausgeschieden | ausgeschieden | ausgeschieden | 71   |
| Eleni Ioannou           | Langlauf-Cross  | 6:29,62 min   | 70            | ausgeschieden | ausgeschieden | ausgeschieden | ausgeschieden | ausgeschieden | ausgeschieden | 70   |

### Snowboard
| Athleten          | Wettbewerbe    | Vorrunde | Viertelfinale | Halbfinale    | Finale        | Rang |
| Athleten          | Wettbewerbe    | Rang     | Rang          | Rang          | Rang          | Rang |
| ----------------- | -------------- | -------- | ------------- | ------------- | ------------- | ---- |
| Jungen            |                |          |               |               |               |      |
| Dimitrios Graikos | Snowboardcross | 14       | –             | ausgeschieden | ausgeschieden | 27   |